# Валя-Чербулуй
Валя-Чербулуй (рум. Valea Cerbului) — село у повіті Алба в Румунії. Входить до складу комуни Бучум.
Село розташоване на відстані 307 км на північний захід від Бухареста, 39 км на північний захід від Алба-Юлії, 70 км на південний захід від Клуж-Напоки.

## Населення
За даними перепису населення 2002 року у селі проживали 82 особи, усі — румуни. Усі жителі села рідною мовою назвали румунську.